# Бійчик (зброя)

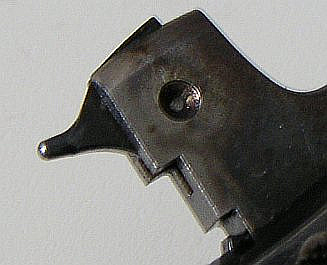
Бійчик курка револьвера «Smith & Wesson» (модель 13)

Бі́йчик, бойо́к — частина затворно-спускового механізму вогнепальної зброї або вибухових пристроїв (мін, бомб), що безпосередньо передає ударну дію. Бійчик може мати різну форму: призначений для одноразового використання (у вибухових пристроях) зазвичай має загострений кінець; бійчик вогнепальної зброї для запалювання капсуля набою має закруглену форму.
- У вогнепальній зброї, заряджуваної з казенної частини (рушниці, пістолети, гармати, великокаліберні міномети) бійчик — частина ударника (або курка), що вдаряє по капсулю, спричиняючи тим детонацію запалювальної суміші, яка потім запалює метальну вибухову речовину.
- На мінометах, заряджуваних з дула, бійчик — це голка усередині казенника ствола, яка здійснює постріл, проколюючи капсуль вибивного набою. Бійчик міномета може бути як жорстко закріплений (на більшості мінометів), так і бути рухомим.
- У вибухових пристроях бійчик таким же способом запалює детонатор з проміжним детонатором.